# Diandra Luker
Diandra Luker (* 30. November 1955 in den Vereinigten Staaten) ist eine US-amerikanische Filmproduzentin und die erste Ehefrau des Schauspielers Michael Douglas.

## Leben und Karriere
Diandra Luker begann ihre Arbeit als Produzentin im Jahr 1991, als sie eine Episode der Fernsehserie American Masters produzierte. In den 1990er Jahren setzte sie ihre Arbeit in diesem Bereich fort und war weiterhin als Produzentin beziehungsweise ausführende Produzentin tätig. Im Jahr 2008 produzierte sie außerdem den Film Broken Lines als ausführende Produzentin.

### Privatleben
Diandra Luker ist die Tochter eines Diplomaten. Im Alter von neunzehn Jahren lernte sie den Schauspieler Michael Douglas in Washington D.C. kennen, und die beiden wurden sehr bald ein Paar. Sie heirateten am 20. März 1977. Zusammen haben sie einen Sohn, Cameron Douglas. Während ihrer Ehe war sie unter dem Namen Diandra Douglas bekannt. Das Paar ließ sich schließlich im Juni 2000 scheiden.
Mehreren Berichten zufolge erhielt Diandra eine Scheidungsabfindung von über 45 Millionen Dollar und auch deren Anwesen in Santa Barbara, Kalifornien. 2011 kam es zu einem weiteren Rechtsstreit.
Im Jahr 2005 heiratete Diandra Luker Michael Klein. Auch diese Ehe wurde später geschieden.

## Filmografie
- 1991: American Masters (Fernsehserie, 1 Folge)
- 1996: America’s Music: The Roots of Country (Miniserie, 1 Folge)
- 1997: Off the Menu: The Last Days of Chasen’s
- 2008: Broken Lines